# 耿蔭樓
耿荫楼（？—1638年），字旋极，明朝北直隶灵寿县人。
天启年间，耿荫楼担任临淄知县。当地久旱，他囚服暴于烈日中，在坛上痛哭，后来下雨了。摄寿光知县，像临淄那样求雨。崇祯年间，入朝为兵部主事，调任为吏部员外郎，乞假归乡。清军破灵寿城，他和儿子耿参都被杀害。朝廷追赠光禄少卿。